# Ina du Rib
Ina du Rib född 29 januari 2018, är en fransk varmblodig travhäst som tränas av Joël Hallais och körs och rids av Jean-Loïc-Claude Dersoir.
Hon började tävla i november 2020 och inledde med att galopper för att sedan ta sin första seger i sjätte starten. Hon har hittills sprungit in 691 660 euro på 38 starter, varav 7 segrar och 7 andraplatser samt 6 tredjeplatser. Den hittills största segern är tagen i Prix de Normandie (2023).
Hon har även segrat i Prix Camille Blaisot (2023), Prix Xavier de Saint Palais (2023) och Prix Bilibili (2023) och hon har även kommit på andraplats i Prix Jag de Bellouet (2022), Prix Victor Cavey (2023), Prix Edmond Henry (2023), Prix Joseph Lafosse (2023) och kommit på tredjeplats i Prix Paul Bastard (2023), Prix des Centaures (2023) och Prix Louis Forcinal (2023).

## Statistik
| Statistik för Ina du Rib (Ref.) | Statistik för Ina du Rib (Ref.) | Statistik för Ina du Rib (Ref.) | Statistik för Ina du Rib (Ref.) | Statistik för Ina du Rib (Ref.) | Statistik för Ina du Rib (Ref.) |
| ------------------------------- | ------------------------------- | ------------------------------- | ------------------------------- | ------------------------------- | ------------------------------- |
| Starter                         | Placeringar                     | Startprissumma                  | Segerprocent                    | Platsprocent                    | Rekord                          |
| 38                              | 7-7-6                           | 691 660 euro                    | 18 %                            | 53 %                            | 1.11,2ak,                       |

### Större segrar
| År   | Lopp                        | Kusk                     | Vinstbelopp | Grupp   |
| ---- | --------------------------- | ------------------------ | ----------- | ------- |
| 2023 | Prix Camille Blaisot        | Jean-Loïc-Claude Dersoir | 54 000 EUR  | Grupp 2 |
| 2023 | Prix de Normandie           | Jean-Loïc-Claude Dersoir | 108 000 EUR | Grupp 1 |
| 2023 | Prix Xavier de Saint Palais | Jean-Loïc-Claude Dersoir | 54 000 EUR  | Grupp 2 |
| 2023 | Prix Bilibili               | Jean-Loïc-Claude Dersoir | 90 000 EUR  | Grupp 1 |